# Kávé és cigaretta
A Kávé és cigaretta (eredeti címe: Coffee and Cigarettes) három rövidfilm, illetve egy 2003-as független filmantológia címe. A filmek rendezője Jim Jarmusch. A nagyjátékfilm 11 rövid történetből áll, melybe beletartozik a három korábbi rövidfilm is. Az összes történet közös jellemzője a kávé és cigaretta.

## Rövid történet
A film tizenegy rövidfilmből áll, melyek közös témái a kávé és a cigaretta. A rövidfilmek során a következőket láthatjuk: Cate Blanchett önmagát és az irigy ikertestvérét alakítja, Alfred Molina és Steve Coogan hihetetlenül kínos találkozása, illetve GZA és RZA az álmaikról beszélgetnek, miközben Bill Murray vár rájuk.

## Szereplők
- Roberto Benigni − Roberto
- Steven Wright − Steven
- Cinquée Lee − Gêmeo malvado
- Joie Lee − Gêmeo bondoso
- Steve Buscemi − Garçom
- Iggy Pop − Iggy
- Tom Waits − Tom
- Joseph Rigano − Joe
- Vinny Vella − Vinny
- Vinny Vella Jr. − Vinny Jr.
- Renee French − Renee
- E.J. Rodriguez − Garçom
- Alex Descas − Alex
- Isaach De Bankolé − Isaac
- Cate Blanchett − Cate / Shelly
- Mike Hogan − Garçom
- Jack White − Jack
- Meg White − Meg
- Alfred Molina − Alfred
- Steve Coogan − Steve
- Katy Hanz − Katy
- Bill Murray − Bill Murray
- William Rice − Bill
- Taylor Mead − Taylor

## Fogadtatás
7.9 millió dolláros bevételt hozott a pénztáraknál.
Némelyek pozitívan értékelték azt, ahogy a film bánik a hírességek és a hírnév kapcsolatával.
Az Empire magazin kritikusa, William Thomas dicsérte a "bolondos párbeszédeket" és a "már-már nosztalgikus hangulatot", a kialakítást viszont már kritizálta.
Roger Ebert szerint "a tizenegy történet egyikénél sem érzi úgy az ember, hogy túl hosszúak lennének; ugyannakor némelyik nem olyan érdekes".
Philip French, a The Guardian kritikusa már negatívabb véleményt közölt.
A Rotten Tomatoes oldalán 64%-ot ért el 125 kritika alapján, és 6.26 pontot szerzett a tízből. A Metacritic honlapján 65 pontot szerzett a százból, 35 kritika alapján.